# Galatea (Massé)
Galatea (ve francouzském originále Galathée) je dvouaktová komická opera (opéra comique) francouzského skladatele Victora Massého na libreto Julese Paula Barbiera a Michela Forentina Carrého. Měla premiéru 14. dubna 1852 v pařížském divadle Théâtre de l'Opéra-Comique (Salle Favart 2) a stala se prvním Massého úspěchem.

## Vznik díla
Po relativním úspěchu Zpěvačky se závojem (1850) se Massé na scéně Opéra-Comique prosadil svým druhým dílem, komickou až fraškovitou aktovkou Galatea, která byla rovněž jeho první spoluprací s autorskou dvojicí libretistů Barbier — Carré. Významnou spoluautorkou úspěchu byla představitelka titulní role, sopranistka Delphina Ugaldová. Úlohu Pygmaliona ztvárnila sopranistka Palmyre Wetheimberová; později byla tato role přepracována na baryton a proslavil se v ní Jean-Baptiste Faure, pro kterého tato opera znamenala začátek velmi úspěšné kariéry.
Parodické antické náměty byly v době Druhého císařství oblíbené (viz operety Offenbachovy). Libreto vychází ze známého a v operních dějinách již často zpracovaného (Rameau, J.A.Benda, Cherubini, Donizetti) námětu sochaře Pygmalióna, který se zamiloval do vlastní sochy, již Afrodita na jeho prosbu oživila. Jména obou dalších postav jsou rovněž převzata z řecké mytologie: Ganymédés je původně pohledný chlapec a číšník olympských bohů, zatímco Midás byl král pověstný bohatstvím a špatným uměleckým vkusem.
Dobová kritika nalézala v libreto mnoho poezie literárních kvalit, ale také příliš mnoho humoru směrovaného na „méně vzdělané“ vrstvy obecenstva. Obdobný posudek se vztahoval na hudbu. Massého partitura „je vkusná, obsahujíc šťastně nalezené melodie, elegantní kontury a duchaplnou orchestraci“, ale obsahuje „politováníhodné nevyváženosti“.
Galatea se stala populární v západní Evropě i zámoří (premiéry v Bruselu roku 1852, v Buenos Aires roku 1854, v New Orleans roku 1858...). Jako jediná z Massého oper byla uvedena i v českých zemích; českou premiéru měla v Prozatímním divadle dne 17. prosince 1873 v překladu Emanuela Züngela.
Libreto Galatey následně upravil Poly Henrion (vl. jm. Leonard Kohl von Kohlenegg) pro Franze von Suppého, zakladatele vídeňské odnože operety. Jeho Krásná Galatea (Die schöne Galathee, premiéra 30. června 1865) se stala populárnější a přinejmenším ve střední Evropě případnou konkurenci Massého opery vytlačila.

## Osoby a první obsazení
| osoba                | hlasový obor | premiéra (14.4.1852)                         |
| -------------------- | ------------ | -------------------------------------------- |
| Galatea (Galathée)   | soprán       | Delphine Ugalde (roz. Beaucé)                |
| Pygmalion            | mezzosoprán  | Palmyre Wertheimber                          |
| Midas (Mydas)        | tenor        | Sainte-Foy (vl. jm. Charles-Louis Pubereaux) |
| Ganymédés (Ganymède) | baryton      | Ernest Mocker                                |
| Pygmalionovi přátelé |              |                                              |

## Děj opery

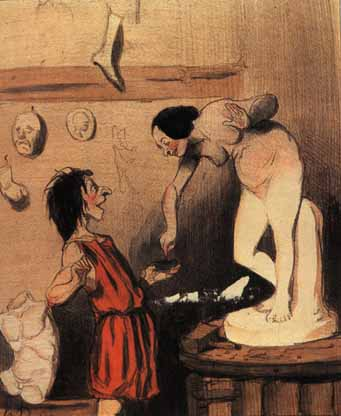
Pygmalion a Galatea na karikatuře Honoré Daumiera

Scéna představuje Pygmalionův sochařský ateliér na Kypru, v mytické době.

### 1. dějství
Ganymédés dřímá v ateliéru svého mistra Pygmaliona, zatímco se zvenčí ozývá sbor nesoucí oběti Venuši (L'aurore, en sourient). Jeho klid ruší bohatý kupec a sběratel kuriozit Midas (představuje se v kupletech Depuis vingt ans j'exerce), který se dozvěděl o nádherné soše, již Pygmalion vytesal a nyní ji přede všemi ukrývá. Ganymédés Mydasovi potvrzuje, že jeho mistr se do sochy zamiloval a žárlí, avšak za řádný obnos je Ganymédés ochoten sochu ukázat. Midas je jí skutečně nadšen. Překvapí je ale Pygmalion, který je rozzuřený na svého sluhu i na neomaleného kupce, který mu za sochu nabízí peníze (tercet Qu'ai-je vu! - Je suis mort!). Sochař jim vychvaluje přednosti sochy jakožto milostného objektu (kuplety Toutes les femmes sont inconstantes et sans foi). Když osamí, v árii vyznává svou lásku soše, kterou pojmenoval Galatea, a žádá Venuši, aby jí vdechla život (Tristes amours!... O Vénus, sois-moi clémente).
A skutečně, socha oživne a ihned přistoupí na Pygmalionovu lásku (duet Aimons!... il faut aimer... tout aime!). Galatea zpívá o tom, že jí patří svět, a přinejmenším Pygmalion je ochoten jí jej složit k nohám. Oživená socha se ale brzy začne nudit. Když ji Pygmalion nechce nechat odejít, alespoň jej pošle obstarat něco k jídlu. Galatea zatím na zahradě s doprovodem lyry zpívá árii o rozkoších života (Que dis-tu? je t'écoute et ne puis te comprendre... Roses parfumés... Accourez, rois du monde!).

### 2. dějství
Ganymédés opět podřimuje a opěvuje nicnedělání a spánek (kuplety Ah! qu'il est doux... Dormir est un plaisir céleste!). Ze zahrady přichází Galatea, která shledává Ganyméda pohlednějším než Pygmaliona a ihned jej svádí. Přichází opět Midas, kterému se kráska ještě více líbí živá a hodlá ji získat pomocí peněz a šperků. Galatea dary dychtivě přijímá, nicméně stále je toho názoru, že Midas je mnohem ošklivější než Ganymédés a že ho tedy nechce (tercet Il me semblait n'être point laid!).
Ganymédés a Midas se stihnou schovat, když se vrací Pygmalion s jídlem a pitím. Ganymédés je přivolán k prostírání (kvartet všech postav Allons, à table!). Galatei chutná, zejména víno pije plnými doušky a hned o něm pěje (kuplety Sa couleur est blonde et vermeille). Pygmalionova snaha omezit Galateinu konzumaci alkoholu ji rozzuří (při převracení nábytku odkryje schovaného Midase) a prchá, pronásledována Pygmalionem a Midasem. Unikne jim však a přesvědčuje Ganyméda, aby s ní odešel (duet Ganymède! c'est toi que j'aime). Ten se po značném váhání rozhodne jí vyhovět, ale to už se vrací zuřivý a ozbrojený Pygmalion. Galatea se zachrání na svém podstavci a opět zkamení. Pygmalion nyní s radostí sochu prodá Midasovi (který o takovou kurozitu ještě neztratil zájem) a jde užívat života se svými přáteli (finále Grands dieux!... Pygmalion, viens avec nous... A moi, folles maîtresses).

## Nahrávky
- 1912, zpívají (Pygmalion) André (Léon-Pierre-Napoléon) Gresse, (Galathée) Jane Morlet, (Mydas) Jouvin, (Ganymède) Albert Vaguet, Orchestre de Opéra Paris diriguje Émile Archainbaud (2 LP resp. 1 CD, Bourg BG 4019-20)

Nejslavnější árii, Galateinu pijáckou píseň (Sa couleur est blonde et vermeille), nazpívala např. Cécile Merguillierová.